# Germán I de Lotaringia
Germán I (m. 996), llamado Pusillus o el Flaco, fue el conde palatino de Lotaringia y de varios condados a lo largo de Rin, incluyendo Bonngau, Eifelgau, Mieblgau, Zülpichgau, Keldachgau, Alzey, y Auelgau, desde 945 hasta su muerte. 
Era el hijo de Erenfredo II y Richwara de Zülpichgau. Se casó, primero, con Heylwig de Dillingen; y, después, Dietbirg de Suabia. Dejó cuatro hijos y una hija:
- Ezzo (Erenfredo), conde palatino de Lotaringia desde 1015 hasta 1034
- Hezzelin I (a veces llamado Hezilo, Hermann o Heinrich) conde de Zülpichgau (m. 1033). Se casó con una hija de Conrado I de Carintia.
- Germán II en Keldachgau, Vogt de Deutz (m. 1040)
- Adolfo I de Lotaringia, conde de Keldachgau, Vogt de Deutz (1008-1018)
- Riquilda de Lotaringia, abadesa de Nivelles